# Joscelin I.
Joscelin von Courtenay († 1131) war als Joscelin I. von Edessa Graf von Edessa. Er regierte die Grafschaft während des Zenits ihres Bestehens, von 1118 bis 1131. Sein militärisches Können hielt die weiten und labilen Grenzen des Landes zusammen.

## Leben
Er war ein jüngerer Sohn des Joscelin, Herr von Courtenay (Haus Courtenay), und der Elisabeth von Montlhéry (Haus Montlhéry). Er erreichte das Heilige Land mit dem kleineren Kreuzzug von 1101, der im Anschluss an den erfolgreichen Ersten Kreuzzug stattfand. Er wurde bald einer der wichtigsten Gefolgsleuten seines Vetters des Grafen Balduin II. von Edessa (die Mütter waren Schwestern). Balduin ernannte ihn zum Kommandeur der Festung Turbessel am Euphrat, einem wichtigen Außenposten der Grafschaft im Kampf gegen die Seldschuken.
1104 geriet er in der Schlacht von Harran zusammen mit seinem Herren Balduin in die Gewalt der Muslime und wurde drei Jahre lang, bis 1107, von ihnen gefangen gehalten. 1113 erhielt er von Balduin I. das Fürstentum Galiläa.
Als Balduin II. 1118 im Königreich Jerusalem als Nachfolger Balduins I. König wurde, machte er Joscelin 1119 in Edessa zu seinem Nachfolger als Graf. Dies war auch der Lohn für das Engagement Joscelins bei der Königswahl zu Gunsten Balduins II.

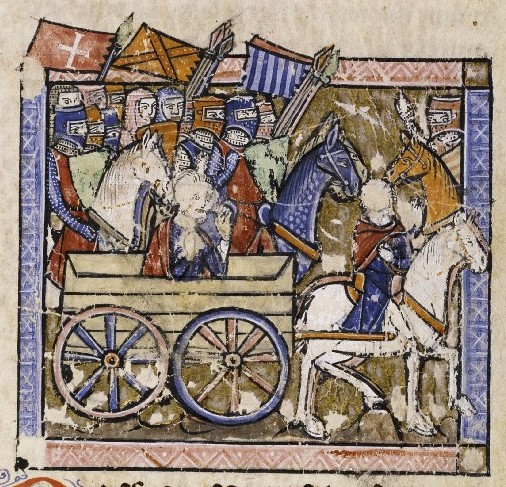
Der schwerverletzte Joscelin führt seine Truppen zum Entsatz von Kaisun. (Miniatur in einer Handschrift aus dem 13. Jahrhundert.)

Joscelin wurde 1122 erneut gefangen genommen, und als Balduin II. kam, um ihn zu befreien, geriet dieser ebenfalls in Gefangenschaft, so dass Jerusalem nun ohne König war. Joscelin gelang 1123 die Flucht und er erreichte Balduins Freilassung im Jahr darauf.
1125 nahm er an der Schlacht von Azaz teil, einem Sieg der Kreuzritter gegen den Atabeg von Mosul.
1131, während der Belagerung einer kleinen Burg im Nordosten Aleppos, wurde er durch den Einsturz eines Pioniergrabens schwer verletzt, woraufhin er die Regierung der Grafschaft an seinen Sohn Joscelin II. übergab. Kurze Zeit später erhielt er die Nachricht, dass der Danischmenden-Emir Ghazi gegen die Stadt und Festung Kaisun marschiere. Als sein Sohn der Stadt die Hilfe verweigerte, befahl er seiner eigenen Armee, aufzubrechen, wobei Joscelin auf einer Bahre an der Spitze des Heeres getragen wurde. Als Ghazi vom Kommen des Heeres hörte, hob er die Belagerung auf und zog sich zurück. Kurze Zeit darauf starb Joscelin am Straßenrand.
Joscelin war in erster Ehe mit einer Tochter des Fürsten Konstantin I. von Armenien verheiratet, in zweiter Ehe mit Maria von Salerno, der Schwester des Roger von Salerno, Regent von Antiochia.